# Irkoet (bedrijf)
Irkoet (Russisch: Корпорация ИРКУТ, Korporazija IRKUT) is een Russische producent van vliegtuigen. Het bedrijf omvat de Irkoetsk-luchtvaartfabriek, Beriev Aircraft Company, Yakovlev Design Bureau (sinds 2005), BETA AIR, Russian Avionika en ITELA.
De fabriek werd in 1934 opgericht en bouwt tegenwoordig de Be-20, Be-200, Soe-27UB en verschillende varianten van de Soe-30. In het verleden zijn onder andere ook de Il-4, Il-6, Il-28, Tu-2, Tu-14, MiG-23, MiG-27 en An-12 er geproduceerd.
Irkoet maakt sinds 2006 deel uit van de Verenigde Vliegtuigbouwcorporatie.

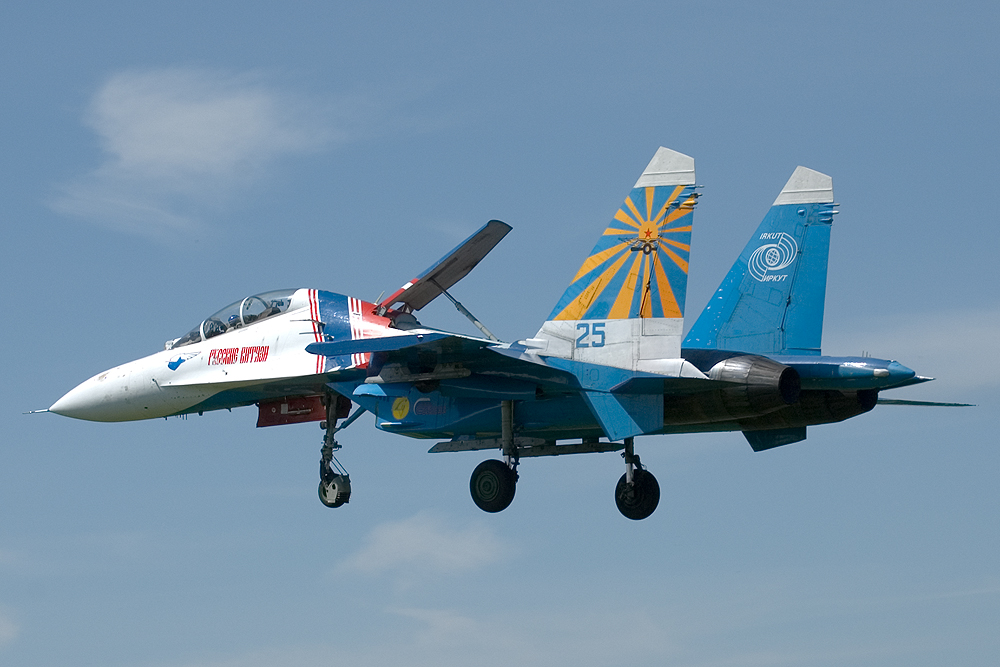
Soe-30 met Irkoet-logo op de staartvin.

## Bron
- (en) /(ru)  Officiële website